# Гусейнов, Григорий Джамалович
Григо́рий Джама́лович Гусе́йнов (род. 23 августа 1950, Помошная) — украинский писатель и журналист.

## Биография
Родился 23 августа 1950 года в городе Помошная (ныне Кировоградская область, Украина). В 1976—1982 годах учился в ОГУ имени И. И. Мечникова, где окончил филологическом факультет. Работал плотником, затем железнодорожником. В 1979—1981 годах — ответственный секретарь газеты «Советская правда» в городе Вознесенск (Николаевская область). С 1981 по 1994 года — корреспондент и заведующий отделом пропаганды, а также ответственный секретарь городской газеты «Красный горняк» (Кривой Рог). С 1994 года — главный редактор литературного журнала «Курьер Кривбасса» (Кривой Рог). Член НСПУ с 1996 года.

## Общественная деятельность
Инициатор создания Общества азербайджанской культуры в Харькове.

## Награды
- Премия имени Ивана Огиенко (1996);
- Премия фонда Антоновичей (2002, США);
- Премия имени Владимира Винниченко (2003);
- Премия имени Валерьяна Пидмогильного (2004);
- Премия имени Василия Стуса (2005);
- Национальная премия Украины имени Тараса Шевченко (2006) — за художественно-документальное жизнеописание в 9 книгах «Господние зерна»[3];
- Медали «Низами Гянджеви» (2022, ТЮРКСОЙ)[4].